# Rohrbach-lès-Bitche
Rohrbach-lès-Bitche és un municipi francès, situat al departament del Mosel·la i a la regió del Gran Est. L'any 2007 tenia 2.153 habitants.

## Demografia

### Població
El 2007 la població de fet de Rohrbach-lès-Bitche era de 2.153 persones. Hi havia 805 famílies, de les quals 173 eren unipersonals (58 homes vivint sols i 115 dones vivint soles), 238 parelles sense fills, 322 parelles amb fills i 72 famílies monoparentals amb fills.
La població ha evolucionat segons el següent gràfic:
Habitants censats

### Habitatges
El 2007 hi havia 898 habitatges, 819 eren l'habitatge principal de la família, 4 eren segones residències i 75 estaven desocupats. 693 eren cases i 205 eren apartaments. Dels 819 habitatges principals, 591 estaven ocupats pels seus propietaris, 197 estaven llogats i ocupats pels llogaters i 31 estaven cedits a títol gratuït; 3 tenien una cambra, 29 en tenien dues, 85 en tenien tres, 158 en tenien quatre i 544 en tenien cinc o més. 683 habitatges disposaven pel capbaix d'una plaça de pàrquing. A 336 habitatges hi havia un automòbil i a 414 n'hi havia dos o més.

### Piràmide de població
La piràmide de població per edats i sexe el 2009 era:
| Homes | Edats   | Dones |
| ----- | ------- | ----- |
| 0     | 95 o +  | 4     |
| 12    | 90 a 94 | 20    |
| 4     | 85 a 89 | 32    |
| 8     | 80 a 84 | 16    |
| 24    | 75 a 79 | 40    |
| 24    | 70 a 74 | 48    |
| 52    | 65 a 69 | 40    |
| 40    | 60 a 64 | 64    |
| 60    | 55 a 59 | 48    |
| 68    | 50 a 54 | 88    |
| 96    | 45 a 49 | 84    |
| 60    | 40 a 44 | 88    |
| 116   | 35 a 39 | 92    |
| 88    | 30 a 34 | 80    |
| 44    | 25 a 29 | 52    |
| 68    | 20 a 24 | 48    |
| 68    | 15 a 19 | 60    |
| 56    | 10 a 14 | 68    |
| 48    | 5 a 9   | 60    |
| 88    | 0 a 4   | 36    |

## Economia
El 2007 la població en edat de treballar era de 1.423 persones, 1.048 eren actives i 375 eren inactives. De les 1.048 persones actives 950 estaven ocupades (535 homes i 415 dones) i 99 estaven aturades (36 homes i 63 dones). De les 375 persones inactives 103 estaven jubilades, 112 estaven estudiant i 160 estaven classificades com a «altres inactius».

### Ingressos
El 2009 a Rohrbach-lès-Bitche hi havia 837 unitats fiscals que integraven 2.141 persones, la mediana anual d'ingressos fiscals per persona era de 19.332 €.

### Activitats econòmiques
Dels 154 establiments que hi havia el 2007, 3 eren d'empreses extractives, 3 d'empreses alimentàries, 9 d'empreses de fabricació d'altres productes industrials, 22 d'empreses de construcció, 32 d'empreses de comerç i reparació d'automòbils, 7 d'empreses de transport, 9 d'empreses d'hostatgeria i restauració, 1 d'una empresa d'informació i comunicació, 10 d'empreses financeres, 7 d'empreses immobiliàries, 13 d'empreses de serveis, 24 d'entitats de l'administració pública i 14 d'empreses classificades com a «altres activitats de serveis».
Dels 46 establiments de servei als particulars que hi havia el 2009, 1 era una oficina d'administració d'Hisenda pública, 1 gendarmeria, 1 oficina de correu, 5 oficines bancàries, 2 funeràries, 5 tallers de reparació d'automòbils i de material agrícola, 1 autoescola, 1 paleta, 1 guixaire pintor, 5 fusteries, 1 lampisteria, 2 electricistes, 3 empreses de construcció, 5 perruqueries, 1 veterinari, 6 restaurants, 2 agències immobiliàries i 3 salons de bellesa.
Dels 13 establiments comercials que hi havia el 2009, 2 eren supermercats, 1 una botiga de més de 120 m², 3 fleques, 1 una fleca, 1 una peixateria, 1 una llibreria, 1 una botiga de material esportiu, 1 un drogueria i 2 floristeries.
L'any 2000 a Rohrbach-lès-Bitche hi havia 20 explotacions agrícoles que ocupaven un total de 230 hectàrees.

## Equipaments sanitaris i escolars
El 2009 hi havia 2 farmàcies i 3 ambulàncies.
El 2009 hi havia 1 escola maternal i 1 escola elemental. Rohrbach-lès-Bitche disposava d'un col·legi d'educació secundària amb 507 alumnes.

## Poblacions més properes
El següent diagrama mostra les poblacions més properes.